# Santa Margarida i els Monjos
Santa Margarida i els Monjos ist eine katalanische Gemeinde in der Provinz Barcelona im Nordosten Spaniens. Sie liegt in der Comarca Alt Penedès.

## Persönlichkeiten
- Raimund von Penyafort (um 1175–1275), Dominikaner, Kanonist, Heiliger